# BB 62400
,,
Les BB 62400, surnommées « les Hollandaises », sont des locomotives à moteur Diesel de la SNCF.
Elles proviennent de l'achat par la SNCF en 1990-1992 d'un lot de motrices de moyenne puissance (NS série 2400) dont les NS (chemins de fer hollandais) n'ont plus l'usage.
Elles sont destinées à la traction de trains de matériaux sur les LGV en construction : cette activité demande un grand nombre de machines, dont la SNCF Infra ne dispose pas, et aptes notamment au fonctionnement en unités multiples. Elles servent sur les chantiers de la LGV Nord, la LGV Méditerranée et la LGV Est européenne jusqu'en 2007 où les derniers exemplaires sont radiés.
Cinq de ces locomotives, dont quatre rachetées par des associations néerlandaises de sauvegarde du patrimoine ferroviaire et la cinquième par un particulier, sont préservées et restaurées aux Pays-Bas.

## Un choix de circonstance
La construction des lignes à grande vitesse du réseau ferré français nécessite la mise en œuvre d'un parc important de locomotives à moteur Diesel, notamment pour tracter les lourds trains de ballast sur des voies dont la pente est souvent supérieure à celle d'une voie classique. À la fin des années 1980, la SNCF ne dispose pas d'un parc suffisamment étoffé, les CC 65500 dédiées à ces tâches étant en nombre insuffisant.

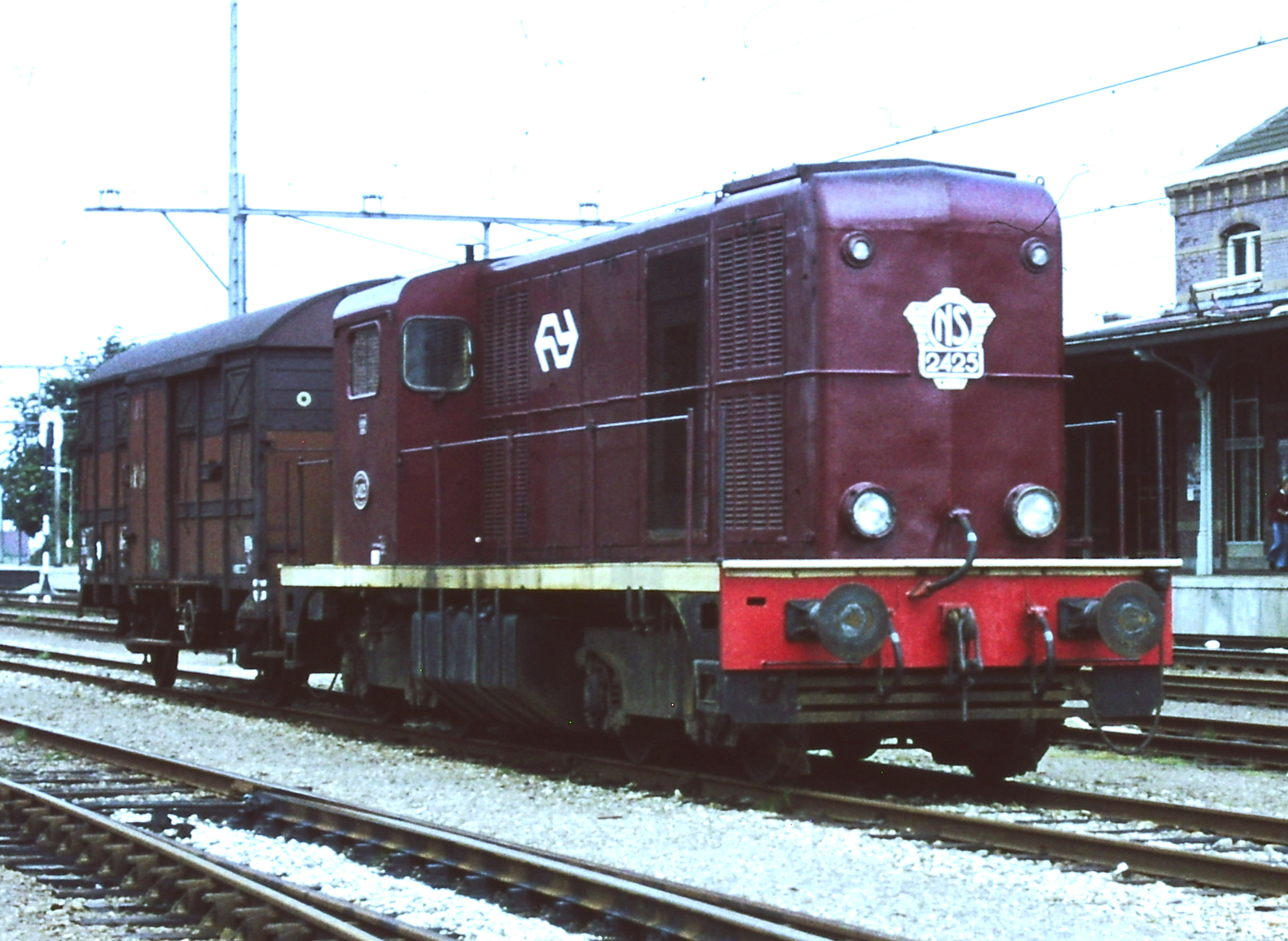
La 2425 à Geldermalsen en 1974.

Il faut recourir à la location ou à l'achat de locomotives provenant de réseaux étrangers sur lesquels elles sont moins intensément utilisées. La SNCF choisit cette seconde solution en se tournant vers les NS (chemin de fer hollandais) dont la NS série 2400 mise en service entre 1954 et 1957 à raison de 130 unités n'est plus utilisée. Ces locomotives de moyenne puissance construites par Alsthom et destinées à l'exportation correspondent bien aux besoins de la SNCF. Elles sont disponibles en nombre suffisant, de puissance moyenne (625 kW) mais aptes au fonctionnement en unités multiples ; elles présentent en outre l'avantage d'être équipées du même moteur MGO V12 SHR construit par la SACM que certaines sous-séries de BB 63500 qui circulent en France, ce qui facilite la maintenance.

## Service

### Des Pays-Bas à la France
Quarante-cinq locomotives en état de marche et quatre locomotives servant de magasin de pièces détachées sont achetées par la SNCF aux NS et réceptionnées entre le 20 décembre 1990 et le 29 janvier 1992. Elles ont bénéficié avant leur départ des Pays-Bas, d'une révision poussée.  Numérotées 2400 dans leur pays d'origine, il a suffi de leur adjoindre un 6 pour leur donner un numéro de série cohérent avec la numérotation SNCF des engins à moteur thermique.  Durant leur carrière aux Pays-Bas, plusieurs locomotives avaient été munies d'un troisième grand phare frontal, obligatoire pour circuler en Allemagne ; c'est au moins le cas des 62418 et 62432.
À l'exception de deux d'entre elles qui portent encore la livrée d'origine des NS, couleur grenat, les autres sont arrivées en livrée NS gris-ardoise et jaune vif. Une autre au moins (BB 62413) a porté une livrée bleue. Les BB 62413 et 62450 (grenat), avaient toutes deux été repeintes dans leurs livrées d'origine à l'occasion d'un voyage d'adieu organisé avant leur départ des Pays-Bas.

### Sur les chantiers des lignes à grande vitesse
À leur arrivée en France, elles sont affectées au dépôt d'Amiens-Longueau pour être engagées sur les chantiers de la LGV Nord à la traction des trains de ballast ou de rails (jusqu'à cinq locomotives par train, dont quatre en UM) ; elles sont mises ensuite en sommeil en 1994-1994. En 1995, certaines d'entre elles travaillent sur le raccordement de la LGV Interconnexion Est de Créteil. Entre décembre 1998 et juillet 1999, le parc est transféré de Longueau à Avignon où il intervient sur la LGV Méditerranée jusqu'en août 2001.
La série est alors à bout de souffle, certaines unités en très mauvais état. Les « survivantes » sont alors reversées aux Voies ferrées locales et industrielles (VFLI), où elles rejoignent seize machines identiques BB 01 à 16 livrées neuves par Alsthom aux Houillères du Bassin de Lorraine (HBL) entre 1955 et 1963 ; elles sont remises à niveau dans les ateliers de Petite-Rosselle, repeintes en livrée à deux tons de gris avec les faces frontales peintes en jaune et un liseré orange foncé ceinturant le haut de la caisse. Elles participent à la construction de la LGV Est européenne.
Il n'est plus possible, après cette dernière campagne de travaux, de les maintenir en état de fonctionnement ; leurs moteurs sont à bout de souffle en raison des conditions très dures de leur utilisation. Elles sont toutes radiées en 2007 et 2008.

Locomotives type BB 62400 du parc VFLI
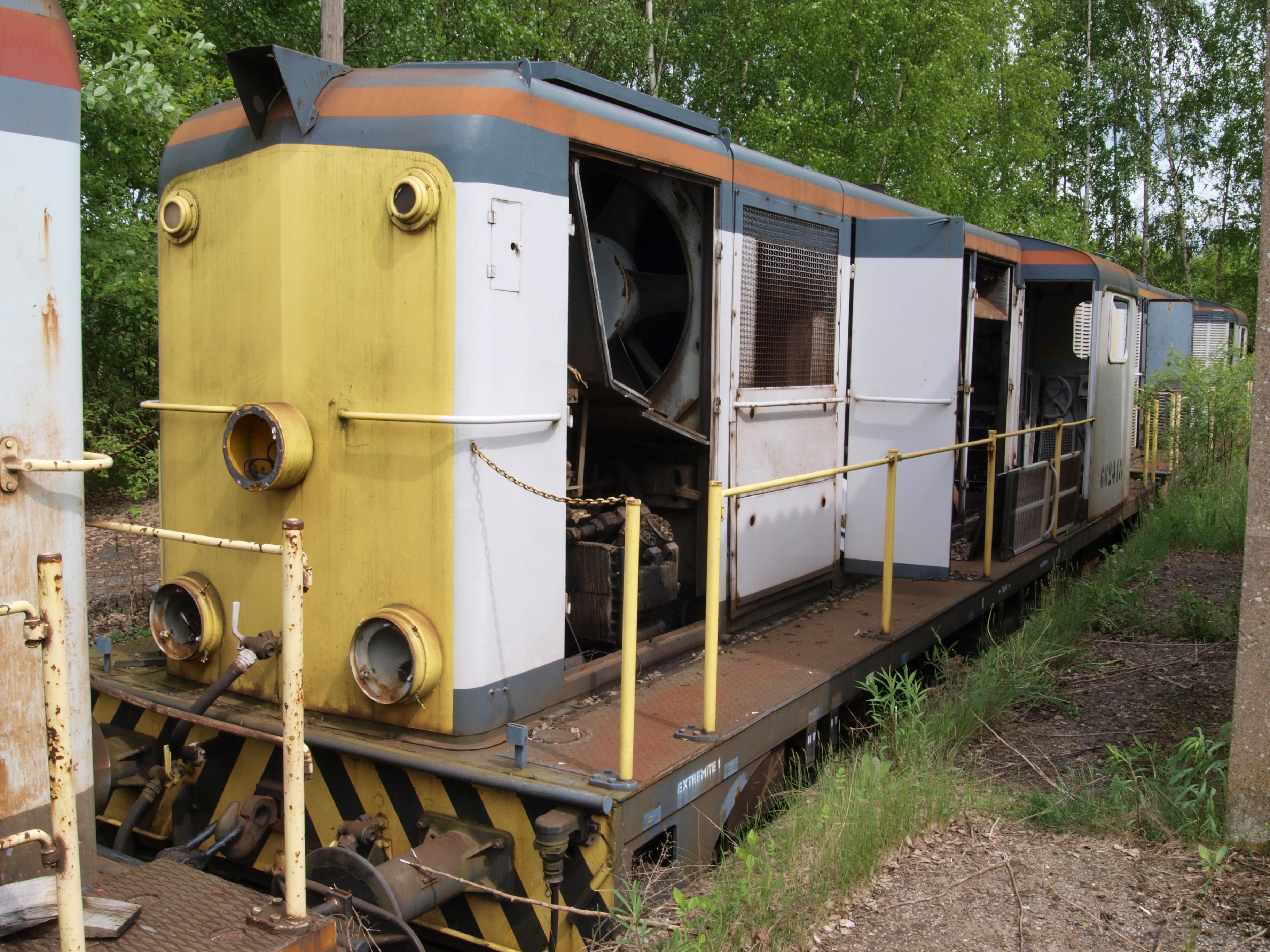
BB 62418 en livrée VFLI avec un 3e phare frontal.
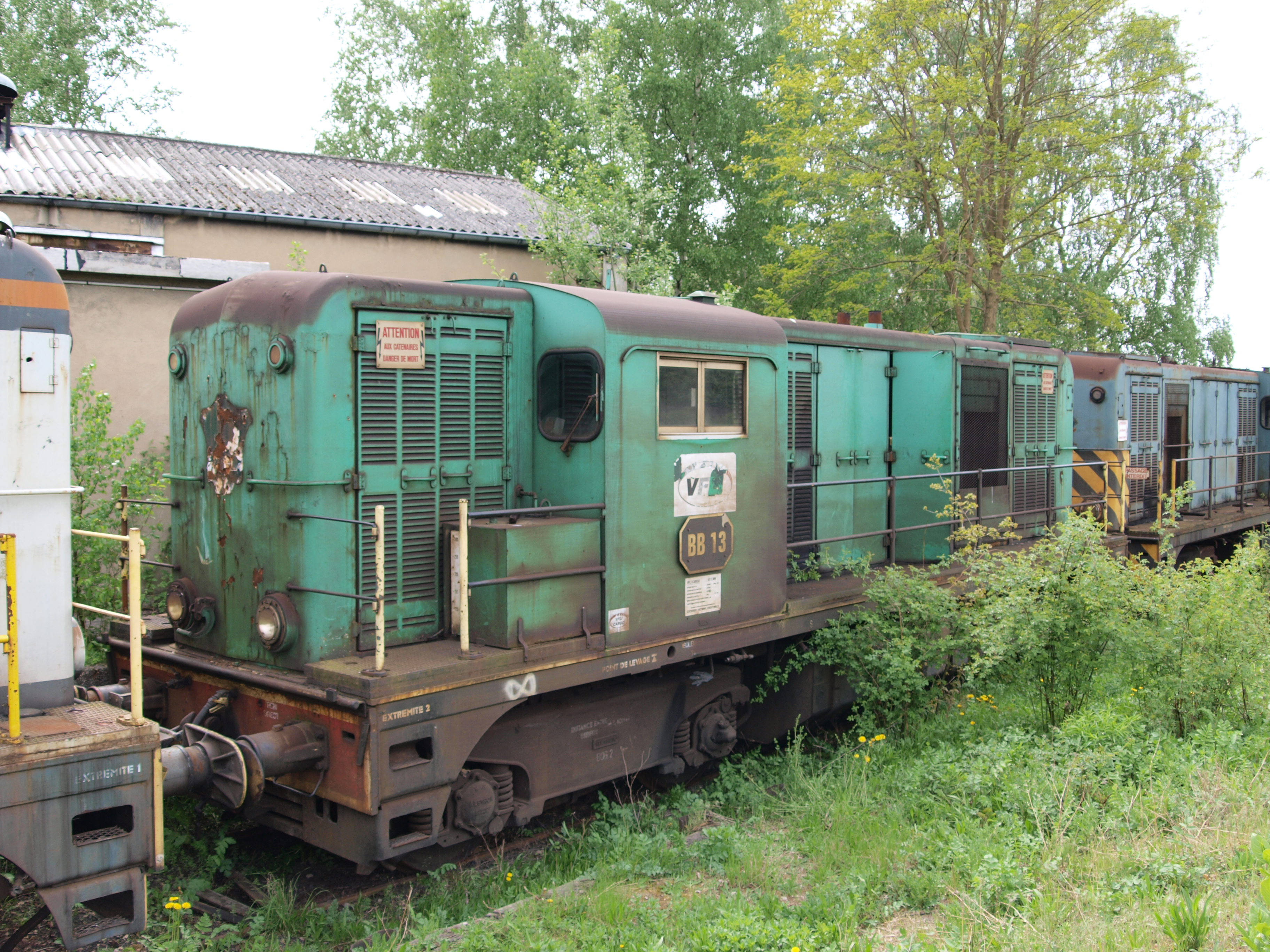
Deux unités, dont la BB 13 des HBL.

### De la France aux Pays-Bas
Cinq BB 62400 échappent à la destruction ; rapatriées aux Pays-Bas, elles sont restaurées et retrouvent leur ancienne numérotation.
La 62459, radiée en 1998, est sauvegardée par le Veluwsche Stoomtrein Maatschappij.
Quatre locomotives, 61412, 62413, 62424 et 62454, sont rachetées à la radiation complète de la série. La BB 61412 est de retour aux Pays-Bas en 2009. Les trois dernières séjournent plusieurs années à Raeren (Belgique) où elles se dégradent fortement en raison de la faillite de la société les ayant rachetées. Deux d'entre elles (2424 et 2454) retrouvent leur terre natale en 2016 : la 2424, non roulante mais sa remise en état de marche est envisagée, est exposée dans sa livrée grenat à Goes par l'association Stoomtrein Goes-Borsele qui l'a rachetée ; l'association Stichting 2454 CREW assure la préservation de quelques engins du patrimoine ferroviaire néerlandais dont la 4254, opérationnelle et repeinte en gris et jaune. La 2413 est rapatriée aux Pays-Bas en 2019 par un particulier qui en assure la restauration.

Anciennes BB 62400 préservées
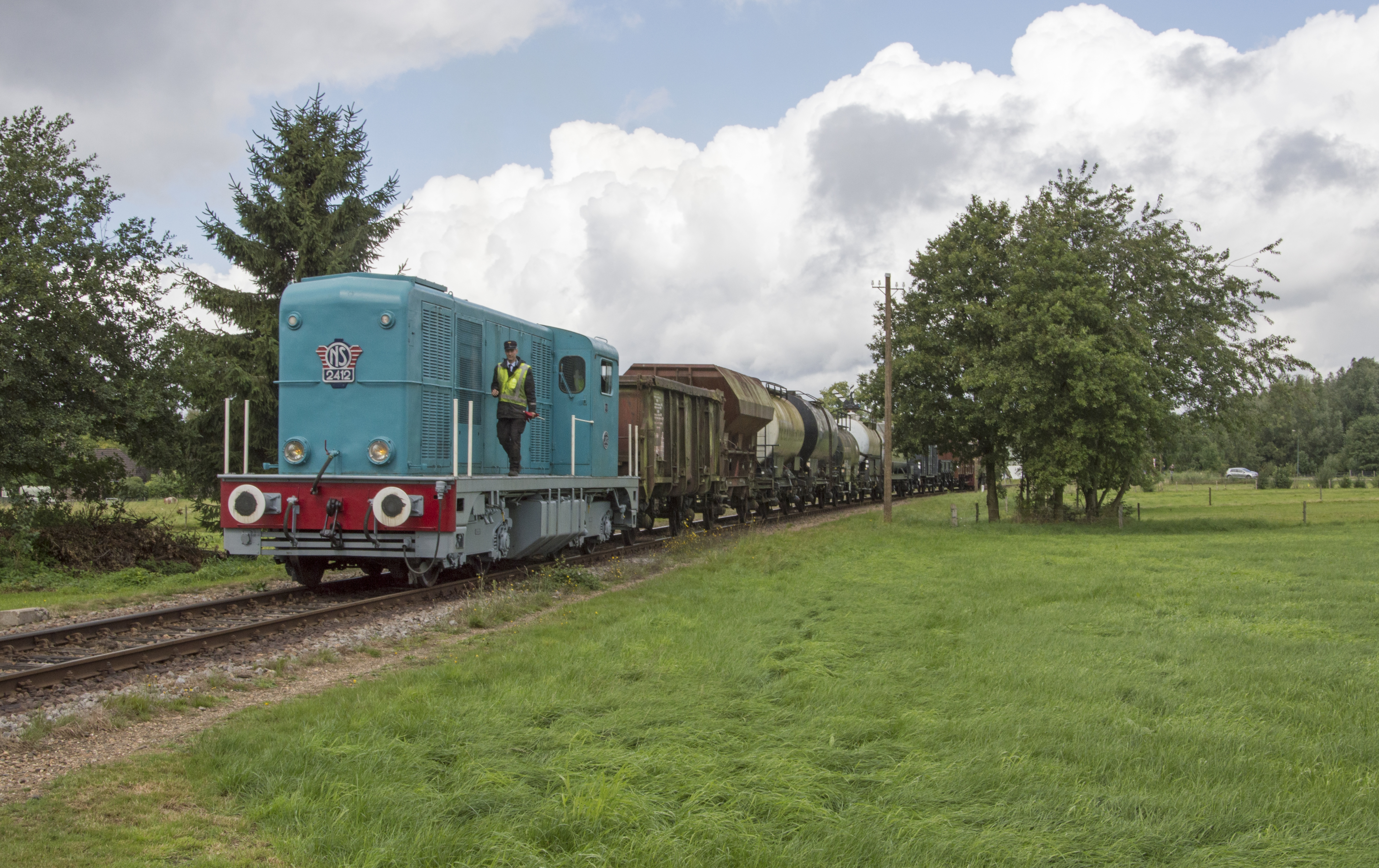
NS 2412.
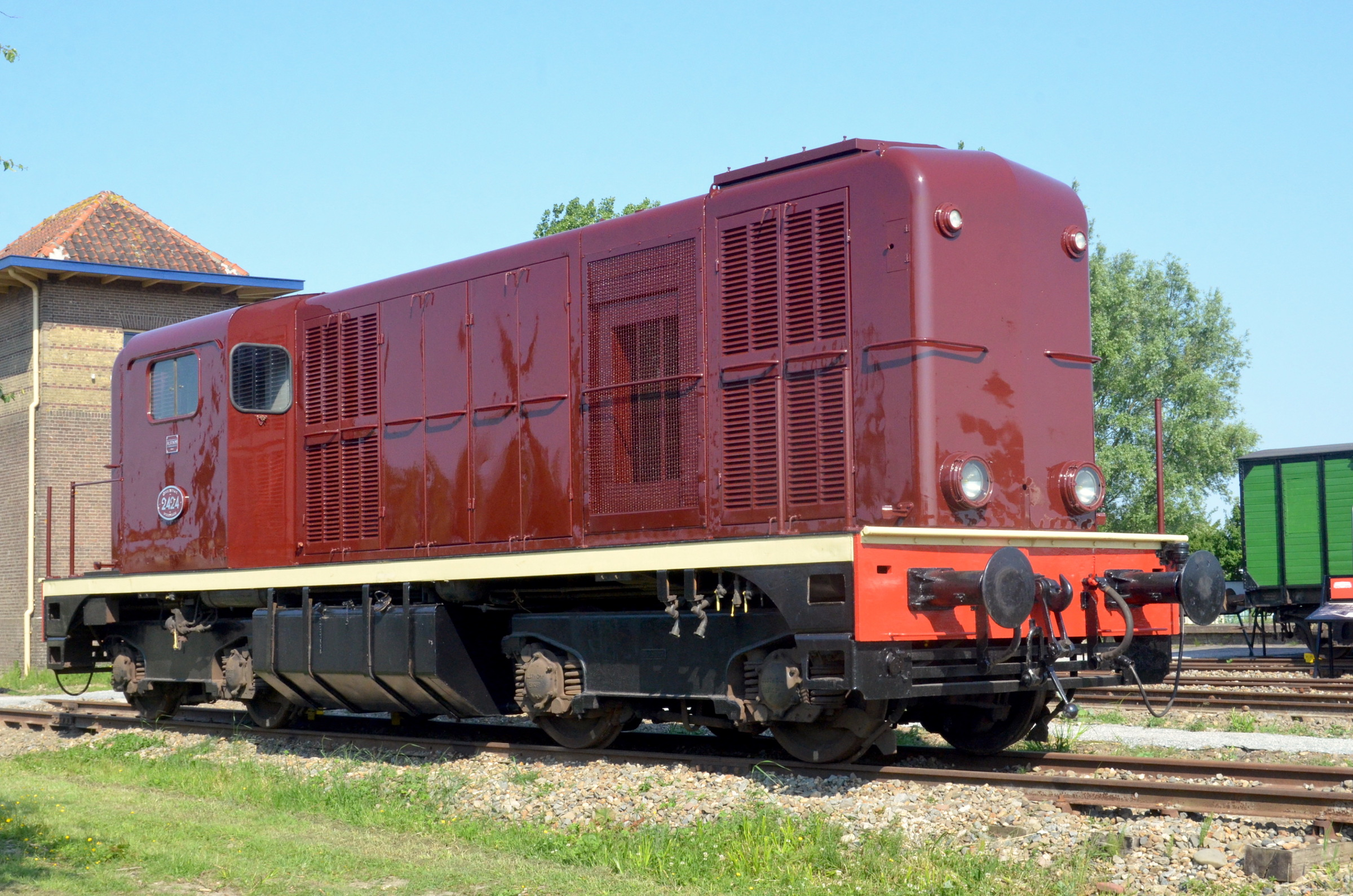
NS 2424.
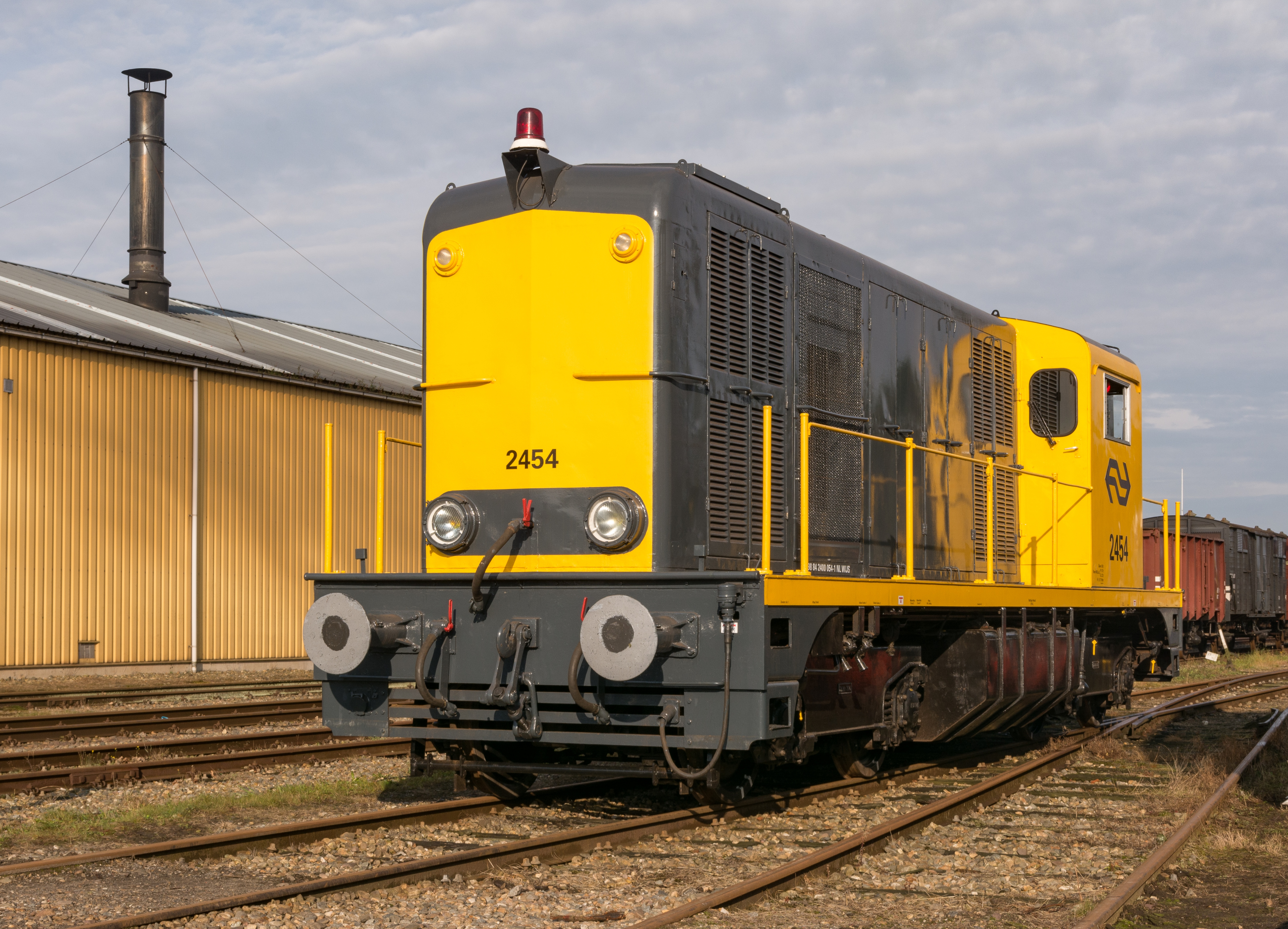
NS 2454.
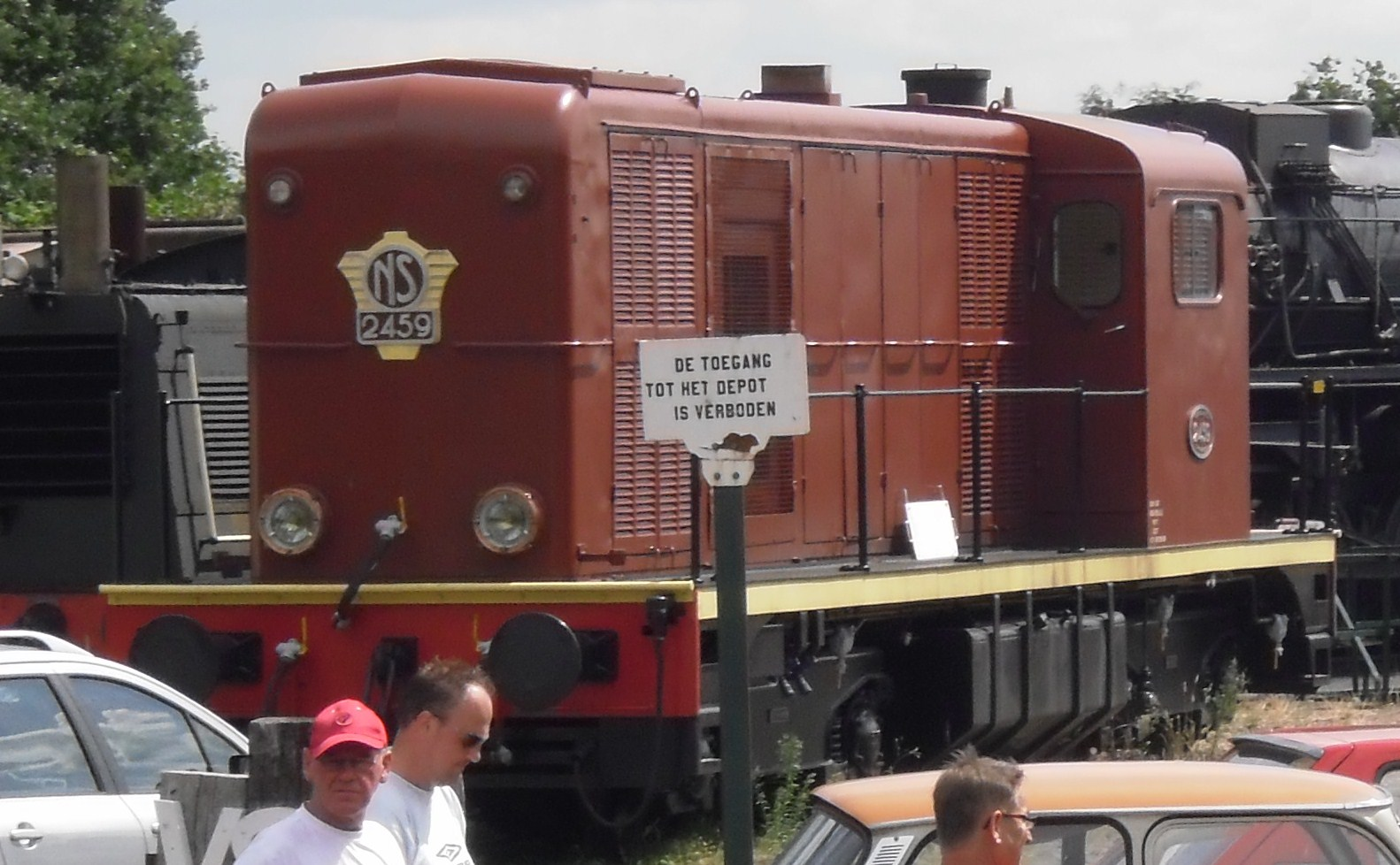
NS 2459.